# 한국시인협회
한국시인협회(韓國詩人協會)는 1957년에 창립된 대한민국의 시인 단체이다. 이 단체는 시문학의 발전과 시인의 공동 이익을 옹호하는 것을 목적으로 결성되었으며, 초대 대표 간사는 유치환이었다. 정관에 의한 약칭은 '한국시협'이다. 사무실은 서울특별시 종로구 운니동 65-1 월드 오피스텔 1006호(우: 110-350)에 있다.

## 주요 사업
- 시문학 발전을 위한 사업
- 시인의 권익 옹호를 위한 사업
- 전국시인대회 개최
- 한국시인협회상 선정(1947년 ~ )
- 젊은 시인상 선정(2005년 ~ )
- 전국고교생문예백일장 주최

## 연혁
- 1957년 75명이 입회한 가운데 서울에서 총회 개최.  간사로 유치환(대표), 조지훈(사무), 이한직(기획), 박목월(출판), 김경린(사업), 상임위원으로 전봉건, 김요섭, 박태진, 심의위원으로 서정주, 박남수, 양명문, 박두진, 함윤수, 장수철, 조병화, 이봉래 선출
- 1957년 기관지 < 현대시 > 발간  <국제시인회의>에 가입.  제1회 한국시인협회상 수상자로 김수영 선정.
- 1958년 대표 간사제를 회장제로 개정.  유치환(회장), 장만영(부회장)
- 1960년 5월 27일 임시총회를 열어 자유당 정권하에서 정치적 과오가 있는 회원에 대한 결정서를 채택, 대표 간사제로 다시 환원.
- 1960년 5월에 4·19 혁명 희생자 추도 시집 『뿌린 피는 영원히』 발간 기념 낭송회 개최
- 1961년 연차 총회에서 대표간사에 서정주가 선임되었으나 5·16 이후의 유고로 상임위원 결의에 의하여 조지훈이 피선.
- 1961년 8월에 대한민국 최초의 영역시집 <Korean Verses>를 대한공론사에서 간행
- 1961년 9월에 자이레의 Knokke-Le Zoute 시인 회의에 조지훈 참가.
- 1968년 신시 60년 기념 사업의 하나인 <한국시선> 발간에 참여
- 1987년 11월 1일 시의 날 제정 선포
- 2002년 5월 21일 대한민국 문화체육관광부 소관의 사단법인 설립 허가
- 2005년 제1회 젊은 시인상 제정.  수상작으로는 유홍준 시인의 시집 『喪家에 모인 구두들』 선정.
- 2005년 한국시인협회 주관 <독도사랑 시낭송 예술제> 개최. 한국시인협회 독도 지부 창립 및 독도 지회장 편부경 시인 임명장 전달.
- 2005년 아시아·환태평양 시인회의에 한국시인협회 소속 시인 21명 참석.
- 2006년 미국 버클리대학 주최로 버클리대학 극장에서 열린 한·미 시인 및 시문학 교류 ‘Speak Pacific' 행사에 신경림, 김종해, 오세영, 문정희, 김승희 시인 참석.
- 2006년 『청록집』발간 60주년 기념 제36회 한국시인협회 세미나
- 2010년 이건청(68·한양대 명예교수)이 신임 회장으로 선출[2]
- 2012년 회장 신달자 선출

## 같이 보기
- 시 (문학)
- 문학